# Live Beyond The Spheres
Live Beyond The Spheres es el tercer álbum en directo del grupo alemán de power metal Blind Guardian. Se grabó durante la gira europea de la banda durante 2015.

## Canciones
El disco contiene 22 canciones divididas en tres CD o en 4 LP dependiendo la versión. Fue grabado durante la gira de 2015 de la banda por Europa que tomó 30 conciertos.

In general, I would say that we've had a really good run on this tour and that nearly every show was perfect. But at the end of the day, after every bandmember has checked each and every song and concert of those 30 shows again and again. There were only like two or three versions of each song being suitable to be used for an album. We then had to decide between those last remaining versions, which would have been the most impressive one. This was a nearly endless task!
En general diría que tuvimos una buena suerte en esta gira y que casi todos los shows fueron perfectos. Pero al final del día, tras que cada miembro de la banda haya chequeado cada una de las canciones de los 30 conciertos una y otra vez, tan solo hubo dos o tres versiones de cada canción que podían incluirse en el álbum. Entonces tuvimos que decidir entre esas últimas versiones, cuál había sido la más impresionante. Esta fue una tarea casi interminable!.
Hansi Kürsch.

| Disco 1 |                              |        |        |          |  |
| N.º     | Título                       | Letras | Música | Duración |  |
| 1.      | «The Ninth Wave»             |        |        |          |  |
| 2.      | «Banish From Sanctuary»      |        |        |          |  |
| 3.      | «Nightfall»                  |        |        |          |  |
| 4.      | «Prophecies»                 |        |        |          |  |
| 5.      | «Tanelorn»                   |        |        |          |  |
| 6.      | «The Last Candle»            |        |        |          |  |
| 7.      | «And Then There Was Silence» |        |        |          |  |

| Disco 2 |                                    |        |        |          |  |
| N.º     | Título                             | Letras | Música | Duración |  |
| 1.      | «The Lord Of The Rings»            |        |        |          |  |
| 2.      | «Fly»                              |        |        |          |  |
| 3.      | «Bright Eyes»                      |        |        |          |  |
| 4.      | «Lost In The Twilight Hall»        |        |        |          |  |
| 5.      | «Imaginations From The Other Side» |        |        |          |  |
| 6.      | «Into The Storm»                   |        |        |          |  |
| 7.      | «Twilight Of The Gods»             |        |        |          |  |
| 8.      | «A Past And Future Secret»         |        |        |          |  |
| 9.      | «And The Story Ends»               |        |        |          |  |

| Disco 3 |                                   |        |        |          |  |
| N.º     | Título                            | Letras | Música | Duración |  |
| 1.      | «Sacred Worlds»                   |        |        |          |  |
| 2.      | «The Bard's Song (In The Forest)» |        |        |          |  |
| 3.      | «Valhalla»                        |        |        |          |  |
| 4.      | «Wheel Of Time»                   |        |        |          |  |
| 5.      | «Majesty»                         |        |        |          |  |
| 6.      | «Mirror Mirror»                   |        |        |          |  |

## Artistas
- Hansi Kürsch, voz
- André Olbrich, guitarra
- Marcus Siepen, guitarra
- Frederik Ehmke, batería